# Primera División 1905 (Argentinië)

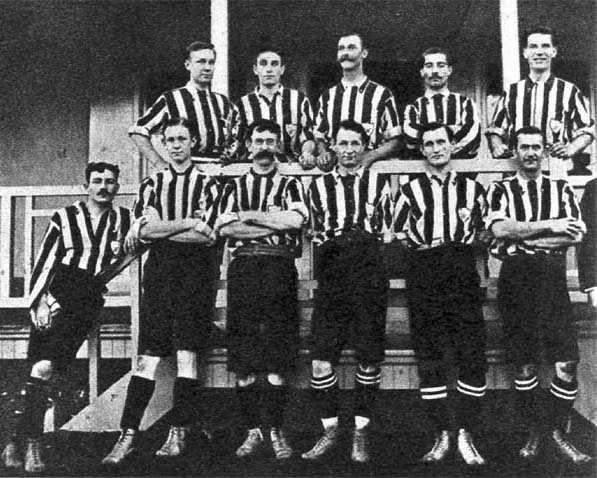
Kampioensteam van Alumni AC 1905

In 1905 werd het veertiende seizoen gespeeld van de Primera División, de hoogste voetbaldivisie van Argentinië. Alumni AC werd kampioen. 

## Eindstand
| Plaats | Club                      | Wed. | W  | G | V  | Saldo | Ptn. |
| ------ | ------------------------- | ---- | -- | - | -- | ----- | ---- |
| 1º     | Alumni Athletic Club      | 12   | 10 | 1 | 1  | 43:8  | 21   |
| 2º     | Belgrano Athletic Club    | 12   | 9  | 0 | 3  | 31:12 | 18   |
| 3º     | Club Atlético Estudiantes | 12   | 8  | 1 | 3  | 36:18 | 17   |
| 4º     | Quilmes AC                | 12   | 6  | 0 | 6  | 32:15 | 12   |
| 5º     | Reformer                  | 12   | 3  | 1 | 8  | 20:60 | 7    |
| 6º     | Lomas Athletic Club       | 12   | 3  | 1 | 8  | 12:41 | 7    |
| 7º     | Barracas Athletic Club    | 12   | 1  | 0 | 11 | 8:28  | 2    |

|  | Kampioen |